# Ngựa Morgan

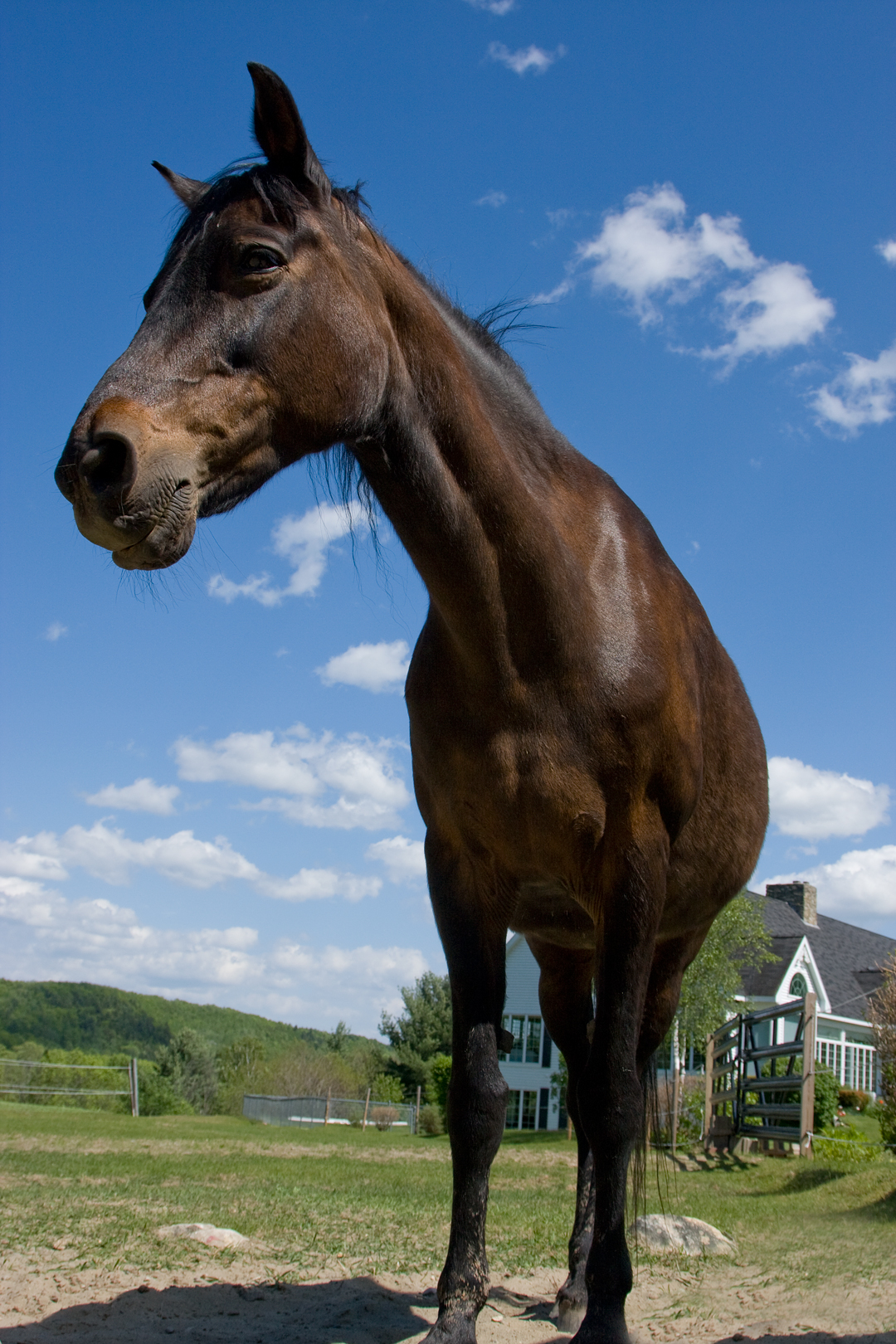
Ngựa Móc-găng

Ngựa Morgan là một giống ngựa có nguồn gốc từ Mỹ, đây là một trong những giống ngựa sớm được gây giống tại Mỹ. Đây là giống ngựa có ngoại hình tương đối gọn, thường có màu lông đen hoặc màu hạt dẻ. Loại ngựa này thuộc dòng dõi con cháu của một con ngựa đực đen tên Justin Morgan ở cuối thế kỷ 18 tại tiểu bang Vermont. Trước đây loại này được dùng để kéo xe nhẹ chở người, sau này được dùng như loại ngựa cưỡi yên và dùng trong các nông trại. Chúng cao khoảng 1.5 mét và nặng khoảng 500 kg. Thường là màu hồng, hạt dẻ hay màu đen.

## Vai trò
Ethan Allen, vào năm 1849, là một con đực quan trọng trong lịch sử của giống Morgan, và được biết đến với tốc độ của mình trong cuộc đua chạy nước kiệu. Trong thế kỷ 19, Morgan đã được sử dụng rộng rãi cho xe đua, cũng như để kéo huấn luyện do tốc độ của loài và sự bền bỉ trong khai thác. Thợ mỏ ở California Gold Rush (1848-1855) sử dụng các giống cũng như quân đội trong và sau cuộc Nội chiến Hoa Kỳ cho cả cưỡi ngựa và khai thác. Morgan ngựa cũng là tổ tiên của Missouri Fox Trotter. Morgan đã được sử dụng như gắn kết kỵ binh của cả hai phía trong cuộc nội chiến Mỹ.
Morgan phục vụ nhiều vai trò trong lịch sử nước Mỹ thế kỷ 19, được sử dụng như những con ngựa và huấn luyện viên cho cuộc đua, như động vật cưỡi chung, và những con ngựa như kỵ binh trong Nội chiến Hoa Kỳ ở cả hai bên của cuộc xung đột. Morgans đã ảnh hưởng giống lớn khác, bao gồm cả ngựa Quarter Horse, Tennessee Walking và Standardbred. Trong các thế kỷ 19 và 20, đã được xuất khẩu sang các nước khác, trong đó có Anh, nơi nó ảnh hưởng đến sinh sản của ngựa Hackney.
Năm 1907, Bộ Nông nghiệp Hoa Kỳ thành lập Mỹ Morgan Horse Farm ở Middlebury, Vermont cho mục đích của việc duy trì và cải thiện các giống Morgan; các trang trại sau đó được chuyển đến Đại học Vermont. Việc đăng ký giống đầu tiên được thành lập vào năm 1909, và kể từ đó nhiều tổ chức ở Mỹ, châu Âu và châu Đại Dương đã phát triển. Có ước tính là hơn 175.000 con ngựa Morgan tồn tại trên toàn thế giới vào năm 2005. Ngựa Morgan là linh vật bang Vermont và bang Massachusetts. Tác giả trẻ em phổ biến, bao gồm Marguerite Henry và Ellen Feld, đã miêu tả giống trong sách của họ; Justin Henry Morgan của Had a Horse sau đó được chuyển thể thành một bộ phim Disney.

## Đặc điểm
Morgan là một giống tinh nhỏ gọn, thường bay, màu đen hoặc màu hạt dẻ trong màu sắc, mặc dù họ có nhiều màu sắc, trong đó có một số biến thể của pinto, giống này được biết đến với tính linh hoạt của nó. Nhỏ gọn và tinh tế trong cấu trúc, Morgan có đôi chân mạnh mẽ, một cái đầu biểu cảm và trán rộng; lớn, đôi mắt nổi bật, Lưng ngắn, và thân sau được cơ bắp mạnh mẽ, với một mông dài và nổi cơ bắp. Đuôi được gắn cao và cong một cách duyên dáng và thẳng. Morgans xuất hiện như một con ngựa mạnh mẽ. Các tiêu chuẩn giống với chiều cao khoảng 57-62 inches, 145–157 cm. Morgan là đặc biệt cho khả năng chịu đựng và sức mạnh của nó, tính cách và sự háo hức và cách tự nhiên mạnh mẽ của chuyển động. Loại này nổi tiếng về trí thông minh, can đảm
Hai gen màu lông được tìm thấy trong Morgans cũng có liên quan đến rối loạn di truyền. Một là các hội chứng ở mắt nhiều dị tật bẩm sinh di truyền ở mắt (MCOA), ban đầu được gọi là ngựa phần trước loạn sản (ASD). MCOA được đặc trưng bởi sự phát triển bất thường của một số mô mắt, gây ra tầm nhìn bị xâm phạm. Nghiên cứu di truyền đã cho thấy rằng nó được gắn chặt với các gen có đốm bạc. Một số nhỏ con Morgan mang alen có đốm bạc, gây ra u nang nhưng không có vấn đề tầm nhìn rõ ràng nếu dị hợp tử, nhưng khi đồng hợp tử có thể gây ra các vấn đề tầm nhìn. Ngoài ra còn có khả năng hội chứng trắng gây chết người, một căn bệnh gây tử vong thấy trong ngựa con người là đồng hợp tử gen khung overo. Hiện nay, có một dòng ngựa trong giống Morgan đã sản cá thể dị hợp khung overo khỏe mạnh.